# 黄纬禄
黄纬禄（1916年12月18日—2011年11月23日），安徽芜湖人。中国自动控制和导弹技术专家，中国科学院资深院士，中国导弹与航天技术的主要开拓者之一，两弹一星功勋奖章获得者。历任国防部五院二分院第一设计部研究室主任、设计部主任，七机部一院12所所长、一院四部主任、一院副院长、二院副院长、七机部总工程师，航天部二院科学技术委员会主任、二院技术总顾问、航天部科学技术委员会副主任、型号总设计师。曾参与研制多级的“东风”系列中远程导弹和由它改进而成的长征一号运载火箭，参与开拓中国核动力潜水艇（核潜艇）的研制，“巨浪一号”总设计师。

## 生平
1940年毕业于国立中央大学工学院电机工程系，1943年赴英国实习，1945年进入伦敦帝国理工学院学习无线电专业并于1947年获硕士学位。
1947年回国，曾在资源委员会无线电公司上海研究所任研究员。
1949年5月至1952年9月，在上海华东工业部电信工业局电工研究所任研究员。
1952年10月，调北京中国人民解放军通信兵部电子科学研究院，任研究员。
1956年春，应邀在中南海怀仁堂和军队高级将领一起聆听导弹专家钱学森关于火箭技术的报告。
1957年12月，转入国防部第五研究院二分院，在国防部第五研究院时期，曾任五院二分院第一设计部副主任、主任（钱学森领导的五院十大研究室主任之一）、并担任几种液体弹道导弹型号的副总设计师兼控制分系统主任设计师，主持控制分系统的研制工作。1960年加入中国共产党。
1965年，国防部五院改为第七机械工业部，二分院第一设计部划归七机部一院第12所，历任研究所所长、总体设计部主任、第一和第二研究院副院长、七机部总工程师等职务。在此期间，黄纬禄积极参加了“八年四弹”等重大规划。雖然黄纬禄在文革中，因出身被扣上资产阶级反动学术权威的帽子，被迫靠边站。但那时，他仍每天坚持再到研究所去，趁给大家倒茶水、送仪器、干杂活时，就帮着做试验记录，有时把自己看到的、觉得不妥的问题带回家偷偷计算，再把结果告诉当时有发言权的年轻人。。
1970年4月，中国固体燃料潜地导弹研制初期的关键时刻，担任液体型号控制系统研究所所长的他临危受命，调任到负责潜地导弹的七机部四院四部，担任总体设计部主任，任潜艇发射的固体战略导弹“巨浪一号”研发工作的总负责人，
1974年，升任一院副院长，主抓中国第一代固体潜地战略导弹的研制工作。
1979年，被任命为中国核潜艇副总设计师之一（另两位副总设计师为黄旭华、赵仁恺，总设计师是彭士禄），同时也被任命为研制水下发射固体弹道导弹任务的总设计师、固体陆基机动战略导弹总设计师。1979年10月，中国宇航学会成立，其当选为第一届理事会副理事长。
1982年，七机部更名为航天工业部后，担任部科学技术委员会副主任兼第二研究院科技委主任，同年组织科技人员固体导弹水下发射试验，该年10月中国第一代战略弹道潜射导弹巨浪一号首次由潜艇水下试射成功。
1984年，陆基机动固体战略导弹武器系统也发射成功，最终1989年定型。
1986年，当选为国际宇航科学院（IAA）院士。1988年任航空航天工业部高级技术顾问，同年领导科技人员从核潜艇上发射潜地固体导弹成功。
1993年后任航天工业总公司高级技术顾问。
2011年11月23日，因病医治无效在北京逝世，享年95岁。

## 奖项荣誉
1999年9月获“两弹一星功勋奖章”。
2006年10月，与钱学森、屠守锷、任新民、梁守槃同获“中国航天事业五十年最高荣誉奖”，即为获得该最高荣誉奖的5位科学家之一。